# يوليوس أنسل
يوليوس أنسل (بالإنجليزية: Julius Ansel)‏ هو سياسي أمريكي، ولد في 27 أبريل 1908، وتوفي في 13 مارس 1965. حزبياً، نشط في الحزب الديمقراطي. وقد انتخب عضو مجلس نواب ماساتشوستس.